# Вовкодав Сергій Васильович
Сергій Васильович Вовкодав (нар. 2 липня 1988, Лубни) — український футболіст, захисник «Полтави» та, в минулому, молодіжної збірної України.

## Біографія
Вихованець лубенського футболу, з якого у 2002 році перейшов до школи полтавської «Молоді».
У серпні 2006 року перейшов у полтавську «Ворсклу». Дебютував у основному складі 21 листопада 2009 року в матчі проти київської «Оболоні», який завершився перемогою полтавців 3:2.
Влітку 2013 року захисник був відданий в оренду кременчуцькому «Кременю», тренером якого став Сергій Свистун, що попереднього сезону очолював «Ворсклу».
У лютому 2016 року став гравцем «Полтави».

### Збірна
В матчах за юнацькі збірні участі не брав. За молодіжну збірну України дебютував 5 лютого 2008 року в товариському матчі проти молодіжної збірної Швеції. Всього за молодіжку провів 6 матчів.